# Åke Ånberg
Åke Emil Herman Ånberg, född 8 juni 1913 i Örnsköldsvik, död 6 augusti 1998 i Vänersborg, var en svensk läkare.
Ånberg, som var son till musikdirektör Emil Ånberg och Alma Lundberg, blev efter studentexamen i Umeå 1932 medicine kandidat vid Uppsala universitet 1936, medicine licentiat vid  Karolinska Institutet i Stockholm 1942, medicine doktor vid Göteborgs universitet 1957 på avhandlingen The ultrastructure of the human spermatozoon och docent i obstetrik och gynekologi där samma år. 
Ånberg var underläkare på Alingsås lasarett 1943–1945, vid kirurgiska avdelningen på Haile Selassie I Hospital i Addis Abeba 1945–1947, chefskirurg på Gondar Hospital i Etiopien 1947–1948, underläkare på Alingsås lasarett 1948–1949, på kvinnoklinik I och II vid Sahlgrenska sjukhuset 1949–1958, biträdande överläkare vid kvinnoklinik I där 1958–1964 samt blev biträdande överläkare vid kvinnokliniken på Centrallasarettet i Vänersborg 1964 och överläkare där 1968. Han författade skrifter i obstetrik och gynekologi.